# Sân bay Bulgan
Sân bay Bulgan (IATA: UGA, ICAO: ZMBN) là một sân bay công cộng nằm tại Bulgan, thủ phủ tỉnh Bulgan tại Mông Cổ.

## Hãng hàng không
- MIAT Mongolian Airlines (Mörön, Khovd, Ulan Bator)